# Lasioglossum zunaga
Lasioglossum zunaga är en biart som beskrevs av Sakagami och Osamu Tadauchi 1995. Lasioglossum zunaga ingår i släktet smalbin, och familjen vägbin. Inga underarter finns listade i Catalogue of Life.